# Dugi Otok
Dugi Otok (udtales [dûɡiː ǒtok]; Kroatisk for "Lang ø", italiensk: Isola Lunga) er den syvende største ø i Adriaterhavet, og en del af Kroatien. Det ligger ud for den dalmatiske kyst, vest for Zadar. Det er den største og vestligste af Zadarian-øerne og har sit navn fra dens karakteristiske form: den er 44,5 km lang med 4,8 km bred, med et areal på 114 km², og den når en højde på 300 m; og mange af dens højere dele indeholder bevoksninger af strandfyr.
Den vestlige kyst er høj og barsk, og mange af byerne er samlet på den østlige side, herunder Sali, den største, Zaglav, Žman, Luka, Savar, Brbinj, Dragove, Božava, Soline, Verunić (Verona) og Veli Rat. Naturparken Telašćica, dækker den sydlige del af øen og støder op til Kornati Nationalpark. Der er seks holme og klipper i Telašćica-bugten: Korotan, Galijola, Gozdenjak, Farfarikulac, Gornji Školj og Donji Školj.

## Historie
Øen har været beboet siden forhistorisk tid, som det fremgår af mange arkæologiske steder, der stadig ikke er blevet fuldt ud undersøgt. De ældste fund går tilbage til palæolitikum, og adskillige bakkeforter og gravsteder er vidnesbyrd om kontinuerlig bosættelse gennem eneolitikum, bronzealderen og jernalderen.
Den byzantinske kejser Konstantin 7. i det 10. århundrede nævnte den under navnet Pizuh i sit værk "De administrando imperio", og senere blev det kaldt Insula Tilagus i dokumenter ("pelagos" på græsk betyder hav), og dets latinske navnet var Insula maior. I det 15. århundrede blev den registreret som Veli otok.
Den gamle og hovedbebyggelse på øen lå i det sydlige område. Det har kun haft en væsentlig beboelse siden de tyrkiske invasioner (15.-16. århundrede). Indtil da tilhørte øen Zadar-klostre og borgere. I dag er der i alt 11 landsbyer på øen, og de er alle på den nordøstlige side af øen primært beskæftiget med fiskeri, selvom der tidligere også blev produceret salt her.
Landsbyen Veli Rat er også hjemsted for Veli Rat fyrtårnet, et andet spektakulært syn. Den smukke ø Dugi Otok, med middelhavsklima og gammel kroatisk kultur, modtager meget få besøgende. Øen har en gammel kirke og nogle romerske ruiner. Det er tæt på Kornati.

## Beskrivelse
Mere end 1.500 hektar er dækket af vinmarker, frugtplantager og agerjord, omkring 752 hektar er græsarealer og omkring 300 hektar underskov og skovland. Vegetationen er mere udtalt i de nordlige og centrale områder af øen. Den sydøstlige del hører under Kornati Nationalpark.
Vejen fra Telašćica til Veli Rat, langs øens længde, forbinder alle bebyggelserne.

## Gallery
- Kysten
- KLipper på Dugi Otok
- Mala Proversa med udssigt til Kornati øerne
- Fyrtårn ved Veli Rat
- Telašćicabugten